# Battaglia delle Paludi Volcee
La battaglia delle Paludi Volcee si è svolta nell'anno 7 d.C. nell'ambito della rivolta dalmato-pannonica del 6-9 tra le legioni dell'esercito romano, guidate da Aulo Cecina Severo, e le forze ribelli pannonico-dalmate, guidate da Bato il Dalmata e Bato il Pannone.
Mentre le legioni romane erano in marcia attraverso le paludi Volcee, furono improvvisamente assaltate dalle forze illiriche, causando il caos tra i ranghi romani e la fuga della cavalleria alleata. Solamente la disciplina dei legionari impedì il tracollo ed il completo annientamento delle cinque legioni presenti. È considerata una delle più grandi sconfitte mancate della storia di Roma.

## Fonti antiche
Nonostante il periodo del principato di Augusto sia generalmente ben documentato, poche sono le fonti che trattano degli eventi della rivolta illirica e ancora di meno sono quelle che parlano a riguardo degli anni 7,8 e 9, con l'eccezione della conclusione della guerra e del trionfo di Tiberio, avvenuto in concomitanza della clades Variana.
Le fonti dirette che riportano gli avvenimenti della battaglia, sebbene in maniera poco dettagliata, sono due: Cassio Dione e Velleio Patercolo. Le due versioni danno lo stesso reconto riguardo allo scontro ma differiscono riguardo ad alcuni particolari:
- Velleio afferma che uno solo dei due gruppi di ribelli era effettivamente presente, mentre l'altro era asserragliato sul mons Claudius, oltre ad attestare anche la presenza di Plauzio Silvano tra le file dei Romani al fianco di Severo;
- Cassio Dione afferma che erano presenti entrambi i leader dei ribetti (Bato il Pannone e Bato il Dalmata) ma menziona solamente Severo come comandante delle legioni romane.

## Contesto storico
Tiberio era impegnato nei preparativi per la futura invasione del regno dei Marcomanni di Maroboduo che avrebbe concluso la conquista della Germania. Il governatore dell'Illiria, Marco Valerio Messalla Messallino, progettava di unirsi alla campagna con le proprie legioni e richiese alla popolazione locale l'invio di truppe ausiliarie per accompagnare l'esercito. Una volta raccolte, queste truppe si ribellarono alle forze romane, sotto il comando di un guerriero illirico, Bato il Dalmata, poi affiancato da due esponenti della tribù pannone dei Breuci, Pinnes e Bato il Pannone.

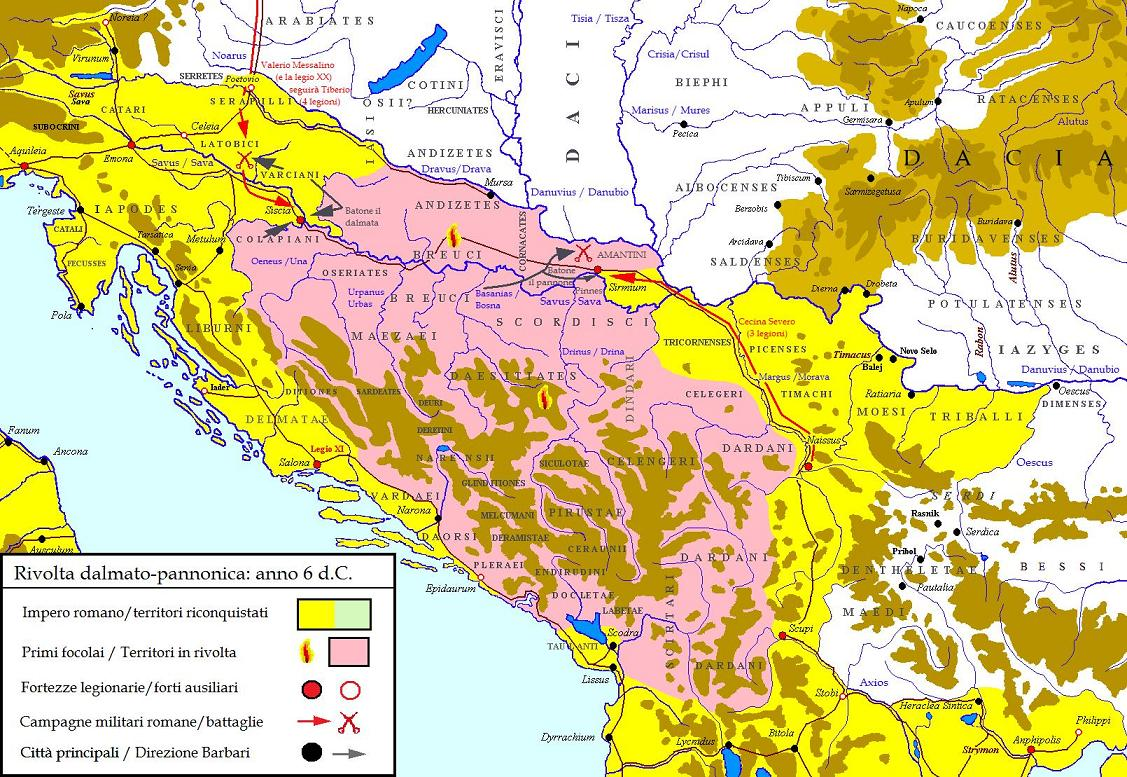
Rivolta illirica, anno 6 d.C.

La rivolta ben presto si espanse, fino a coinvolgere per intero la regione dell'Illiria. L'allarmante velocità con cui i ribelli aumentavano di numero (si ipotizzano fino a un milione di ribelli) e la relativa vicinanza a Roma preoccuparono immensamente l'imperatore Augusto, che ordinò che tutte le legioni disponibili venissero dirottate per sedare la rivolta. A comando delle truppe fu posto il figlio adottivo dell'imperatore, Tiberio, successivamente raggiunto da Germanico come legato. Un foltito gruppo di truppe ausiliarie, tra le quali un numeroso contingente di cavalleria trace, guidato da Remetalce, si unirono all' esercito imperiale. Mentre Tiberio scendeva con le sue legioni da nord, Aulo Cecina Severo si incamminò con le sue tre legioni (Legio VII Claudia, Legio VIII Augusta, Legio XI Claudia) dalla Mesia dirigendosi verso la fortezza di Sirmio, roccaforte romana sotto diretta minaccia dei ribelli, riuscendo a bloccare la loro avanzata con una vittoria presso il fiume Drava, subendo considerevoli perdite.
Svuotata la Mesia delle proprie legioni, i Daci ed i Sarmati ne approfittarono per compiere numerose scorribande, costringendo Severo a ritornare anzitempo e lasciare la roccaforte di Sirmio in mano a Remetalce. 

## Antefatti

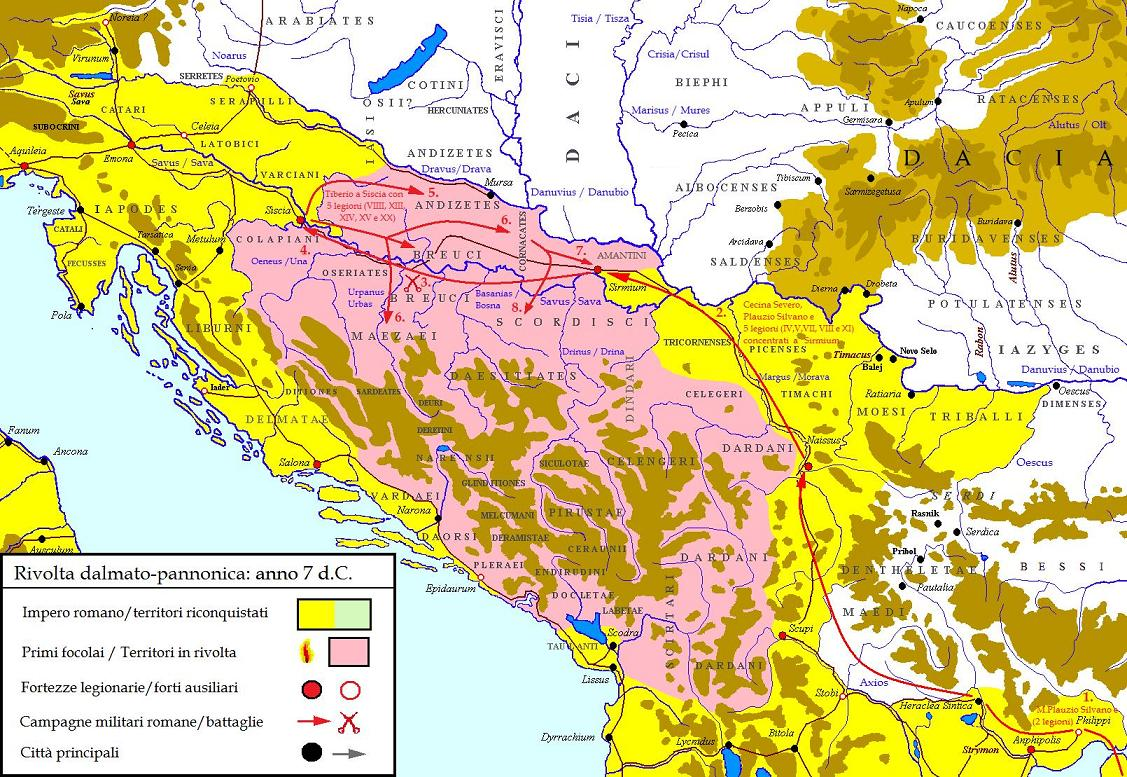
Rivolta illirica, anno 7 d.C.

Il piano di Tiberio era tanto semplice quanto efficace: catturare e mantenere le roccaforti di Siscia e Sirmio, prendere controllo del territorio che vi era fra di esse (seguendo il corso del fiume Sava) e separare le forze dalmate da quelle pannoni per sconfiggerle separatamente, una alla volta. Sfortunatamente, i due gruppi di rivoltosi erano già venuti a contatto e si erano arroccati sul monte Almus, che riuscirono a mantenere nonostante Remetalce li avesse sconfitti in battaglia. I gruppi di rivoltosi non erano sufficientemente disciplinati da poter sconfiggere le legioni romane in campo aperto, ma, congiuntamente, con una netta superiorità numerica, avrebbero potuto affrontare le tre legioni della Mesia e distruggerle.
Risolte le problematiche in Mesia, le operazioni sul fronte illirico ripresero, a partire dal fronte meridionale. Sotto il comando di Severo, si sarebbero uniti il governatore di Galazia e Panfilia,  Marco Plauzio Silvano, e le sue due legioni, la IIII Scythica e la V Macedonica, portando a cinque il numero di legioni sotto il comando del generale, adeguatamente rinforzate da ausiliari e dalla cavalleria trace. Il proposito di questo nuovo gruppo era di raggiungere quanto prima possibile la fortezza di Siscia, dove le forze di Tiberio si erano stanziate, in modo da poter proseguire il piano stabilito con massima velocità.

## La battaglia
Abbiamo disponibili solo due resoconti della battaglia, entrambi abbastanza scarni di informazioni riguardo a vari punti (descrizione del luogo, quantità dei nemici, durata dello scontro e perdite subite).

### Velleio Patercolo
Dopo aver lasciato la roccaforte di Sirmio con le cinque legioni precedentemente in suo comando ed aver raccolto la cavalleria di Remetalce, Severo si diresse a nord-ovest, cercando di ricongiungere il proprio esercito con quello di Tiberio. Nel corso del cammino, le sue truppe si accamparono lungo una strada che attraversava le paludi Volcee. 
Velleio riporta che Severo mandò in ricognizione alcuni esploratori, probabilmente ina parte della cavalleria disponibile, e che non conoscesse l'effettiva posizione del nemico fino all'inizio della battaglia stessa.
Mentre la costruzione dell'accampamento procedeva, dalle paludi che circondavano la strada fuoriuscì una massiccia orda di ribelli, che attaccarono la cavalleria (sia quella trace sia quella imperiale), causandone l'immediata rotta e l'allontanamento dalla zona di battaglia. Stessa sorte toccò agli ausiliarii, che furono mandati in fuga dalle forze nemiche. La forza e la velocità dell'attacco spinse i legionari impegnati alla difesa dell'accampamento a perdere progressivamente terreno, fino ad essere costretti a rientrare nell'accampamento stesso e difendere la posizione dall'assalto degli Illirici. In quel momento della battaglia, numerosi ufficiali, tra cui diversi tribuni militari ed il prefetto dell'accampamento erano già caduti sotto i colpi del nemico, mentre molti centurioni erano stati feriti ed altrettanti uccisi. Ciononostante, i legionari, seppur in una situazione critica, diedero sfoggio di una sorprendente disciplina, riuscendo a ricompattarsi senza ricevere direttamente ordini dai propri superiori e respingere il nemico prima di passare al contrattacco, rompendone le righe e ottenendo una miracolosa vittoria.
Viene infatti riportato il seguente commento a riguardo della battaglia, rendendo merito ai legionari per aver resistito al nemico:
(Velleio Patercolo, Historiae Romanae ad M Vinicium consulex libri duo, cap. 112)

### Cassio Dione
Nel suo racconto, viene riportato che i ribelli giunsero all'improvviso di fronte all'accampamento, facendo fuggire le guardie poste agli ingressi all'interno dell'accampamento stesso. Sarebbe stato a questo punto che i legionari avrebbero dato prova del proprio valore, respingendo i tentativi di assalto delle truppe dei due Bato e costringendoli ad abbandonare l'impresa.

### Analisi della battaglia
In entrambi i casi, gli autori confermano che quella delle paludi Volcee fu un'imboscata di massa, causata, probabilmente dalla pessima qualità della ricognizione effettuata dalla cavalleria romana, in certi sensi, in maniera simile a quanto accaduto nella battaglia del lago Trasimeno. 
Il fatto che Velleio riporti che Severo e Plauzio non fossero a conoscenza dell'effettiva vicinanza del nemico introduce tre possibili scenari: 
1. le forze di ricognizione incapparono nel nemico e vennero completamente sopraffatte, non riuscendo a comunicare posizione e dimensione dell'armata ribelle;
2. effettivamente furono avvistati dei gruppi di ribelli ma questi erano poco numerosi e quindi non rappresentavano una minaccia per l'esercito in marcia;
3. la ricognizione stessa fu frettolosa o compiuta con poche forze, forse a causa della posizione stessa del campo e delle asperità causate dal terreno paludoso.

Inoltre, possiamo notare che uno dei fattori che contribuirono sia all'imboscata sia alla salvezza finale delle legioni romane fosse la geografia del luogo. Da un lato, la natura stessa delle paludi complicava la ricognizione da parte romana e facilitava notevolmente le imboscate nemiche; dall'altro, era quasi impossibile per i ribelli prendere d'assalto un campo romano fortificato, dove i difensori godevano del vantaggio dell'altezza (dato dalla presenza certa delle mura e dalla probabile presenza di un fossato a circondare il campo) unita alla presenza di un terreno più asciutto e adatto alle loro caratteristiche di soldati (considerando l'esperienza dei legionari, è ragionevole assumere che abbiano scelto un terreno ideale alla costruzione e non un terreno paludoso).
Da ultimo, va considerato che la presenza in zona dell'esercito di Tiberio, sebbene distante un centinaio di chilometri, rendeva particolarmente rischioso un assedio prolungato dell'accampamento romano da parte dei ribelli, che nel peggiore degli scenari avrebbero dovuto affrontare una decina di legioni regolari ed altrettanti tra ausiliari e cavalleria. In tal caso, nulla avrebbe potuto impedire l'irrimediabile sconfitta delle forze ribelli e la successiva fine della rivolta.

## Conseguenze
Non abbiamo alcuna notizia riguardo alle effettive perdite subite dai Romani nel corso della battaglia, ma assumendo che il rischio di perdere per intero l'esercito fosse concreto, possiamo assumere che i legionari di Severo subirono perdite considerevoli. 
Dopo aver salvato le proprie truppe dal massacro, Severo riprese la marcia, andando incontro a Tiberio e consegnado a lui le sue cinque legioni. Dal punto di vista strategico, la battaglia non ebbe grandi conseguenze per il proseguimento della campagna in Illiria. Anzi, l'annata fu avara di grandi progressi e grandi battaglie, con quest'unica eccezione. 
A lungo si è speculato sulla possibilità che Arminio abbia tratto ispirazione dall'episodio delle paludi Volcee per pianificare nel dettaglio il suo capolavoro a Teutoburgo: la somiglianza tra le due battaglie è notevole, con la sola differenza che nel primo caso, la prontezza delle legioni prevenne la sconfitta. Sappiamo infatti che lo stesso Arminio fu un ausiliare dell'esercito romano, in particolare un comandante di cavalleria che servì proprio durante la rivolta illirica. È dunque molto probabile che fosse a stretta conoscenza di quanto accaduto, realisticamente per averlo sentito da altri legionari piuttosto che per aver partecipato all'evento di persona, anche se ciò non è completamente escluso.
L'esperienza della paludi Volcee fu probabilmente quello che impedì a Cecina Severo di subire una tragica sconfitta, alla pari quanto accaduto a Varo nella foresta di Teutoburgo, nella battaglia dei Pontes Longi una decina di anni dopo, sempre per mano di Arminio.

## Luogo della battaglia
Né Velleio Patercolo né Cassio Dione forniscono informazioni specifiche riguardo alla posizione delle Paludi Volcee all'interno della provincia dell'Illiria. Tuttavia, studi moderni, hanno suggerito che il luogo in cui il conflitto si svolge dovrebbe essere presso l'antico centro di Cibalae, nelle vicinanze dell'attuale cittadina croata di Vinkovci. L'individuazione di questo luogo come probabile teatro della battaglia è supportato dalle seguenti prove:
- Cibalae è poco distante dai tre maggiori fiumi della regione (Drava, Sava, Danubio), rendendo la città un punto di notevole importanza strategica (quindi è plausibile che Severo intendesse dirigersi verso la città);
- Ritrovamenti di anfore databili al I secolo d.C. confermano la presenza di una strada commerciale che attraversava la zona[7] (quindi un percorso adatto allo spostamento delle legioni in marcia);
- È riportato che Sirmio era il punto di partenza delle armate di Severo, che le truppe di Tiberio avevano il controllo di Siscia e che i due eserciti romani vennero a contatto qualche tempo dopo alla battaglia.[5] Cibalae si trova tra le due città, nella zona che all'epoca era controllata dai ribelli (il massiccio del Fruska Gora, o monte Almus all'epoca,è distante circa 50 km dalla città ed altri 30 da Sirmio).

## Nei media
Si accenna all'episodio delle paludi Volcee, sebbene non vengano nominate espressamente, in una puntata della serie televisiva tedesca Barbaren, alludendo che questa fosse la fonte di ispirazione del condottiero germanico nel pianificare la sua imboscata nelle foreste di Teutoburgo.